# Søndre Kattland fyr
Søndre Katland fyr ligger 2,5 sømil ud for Farsund i Agder fylke i Norge. Det er et ledefyr i indsejlingen til Farsund og udhavnen Loshavn. Søndre Katland er meget udsat for vejr og vind og har en dårlig havn.
Fyret blev bygget i beton samtidig med Grønningen fyr ud for Kristiansand. Begge disse fyr blev sat i drift 1. september 1878.
Under storme har havet slået vinduerne ind på 2. etage og givet store vandskader. Hele fyrbygningen kunne blive overskyllet og selv skorstenen kunne blive fyldt med vand. Havnen på indersiden af skæret havde oprindelig et bådhus af træ, men efter en hård sø ødelagde bygningen, blev den erstattet af en bunkerslignende betongkonstruktion som kunne beskytte bådene.
Da fyret var bemandet og fødevarene var begrænsede, havde man køkkenhave i jordkasser som blev taget i hus hvert efterår. Fyret blev fraflyttet i 1948.